# Panama Grand Prix
Panama Grand Prix Animation — українська анімаційна студія, що була заснована
в Києві в 2011 році з метою створення анімаційних фільмів.
Наразі в роботі знаходяться два проекти: пригодницько-фентезійний мультфільм Микита Кожум'яка і вогняна квітка за мотивами українських народних казок, і анімаційний фільм
Раз пірат, два пірат- що розповість, яким був би «Острів Скарбів», якби на місці піратів були б звірі.

## Історія

### 2011
- Засновано студію Panama Grand Prix
- Придбані авторські права на виробництво мультфільму «Микита Кожум'яка»
- Підписаний договір з агентством з питань кінематографії України на підтримку виробництва мультфільму

### 2012
- Мультфільм «Микита Кожум'яка» представлено на Канському кіноринку в рамках українського павільйону

### 2013
- Українській публіці представлені перші готові матеріали мультфільму «Микита Кожум'яка»
- Підписано угоду про міжнародну дистрибуцію з компанією «Sola Media»

### 2014
- Знято перший комерційний відеоролик «Ліки ведмедика БО» за замовленням ТОВ «Перше медичне рекламне агентство» для ПАТ НВЦ «Борщагівський ХФЗ»

### 2015
- Представлено оновленний трейлер мультфільму «Микита Кожум'яка» та озвучена дата виходу: весна 2016 року. Пізніше студія повідомила про перенесення старту кінопрокату на 13 жовтня 2016 року.[1]
- Також було анонсовано що студія придбала права на використання бренду «Раз пірат, два пірат» — що є ідейним продовженням мультфільму  «Острів Скарбів»

### 2016
- Мультфільм «Микита Кожум'яка» вийшов в український прокат 13 жовтня 2016.

## Фільмографія
- «Микита Кожум'яка» (2016)
- «Раз пірат, два пірат» (в розробці)